# Río Protoka
El río Protoka (del ruso: Протока) es un río del krai de Krasnodar, en el delta del Kubán, en el sur de Rusia. Es un distributario por la derecha del río Kubán. Discurre por los raiones de Slaviansk, Krasnoarméiskaya, Kalíninskaya, y Primorsko-Ajtarsk.

## Curso
Nace en Tijovski, y discurre hacia el norte o noroeste en su curso alto y medio regando de los arrozales del delta. En su curso inferior traza una curva al oeste entre las marismas y limanes de la costa del mar de Azov, en el que desemboca tras pasar la localidad de Achúyevo. Desde su origen hasta su desembocadura las siguientes localidades se encuentran a sus orillas: Tijovski, Serbin, Kórzhevski, Turkovski, Chigrina, Krizanovski, Slaviansk-na-Kubani, Trudobelikovski, Sovjozni, Pribrezhni, Prirechie, Sadovi, Baranikovski, Protichka, Neshadímovski, Vodni, Galitsyn, Prototskiye, Krasnoarmeiski Gorodok, Cheburgolskaya, Zaboiski, Grívenskaya, Dereviankovka, Golubaya Niva, Slobodka y Achúyevo.
Es navegable en toda su extensión, aunque no se usa para ese propósito. Era conocido como Kara-Kubán ("Kubán Negro"), más tarde como Chórnaya Protoka ("Acequia Negra"), y finalmente sólo Protoka ("Acequia). Una estación de ferrocarril de Slaviansk-na-Kubani lleva su nombre.